# Bruno Aspelin
Pour les articles homonymes, voir Aspelin.
 Bruno Aspelin (né le 11 avril 1870 à Helsinki et mort le 9 décembre 1941 à Helsinki ) était un artiste peintre et un musicien finlandais.

## Biographie
Bruno Aspelin était peintre et sculpteur et réalisait également des graphismes sur métal.
Il a étudié à l'école de dessin de l'Association finlandaise des arts en 1886-1887 et 1893. 
Bruno Aspelin a étudié la peinture et la sculpture en France, en Italie et au Danemark, entre autres auprès du professeur Herman Wilhelm Bissen. Cependant, il est surtout connu en tant que chanteur, c'est à ce titre qu'il s'est produit, principalement avec le programme Bellman, lors de nombreux concerts en Finlande et dans le reste de la Scandinavie.
Bruno Aspelin vivait au 4, rue Luotsikatu à Katajanokka dans un immeuble résidentiel de style Art nouveau conçue par Gustaf Estlander. 
Bruno Aspelin, ainsi que Hugo Simberg, se sont installés dans l'immeuble immédiatement après son achèvement en 1906. 
Plus tard, la famille du sculpteur Viktor Jansson a aussi vécu, dans le même immeuble.
Bruno Aspelin repose au cimetière d'Hietaniemi.

## Œuvres
- Le quartier de la cathédrale de Turku en 1756 (fi)[5]
- Ehrenströmin hautapatsas, Helsinki 1936
- Pienoismalli 1860-luvun Helsingistä, Musée municipal d’Helsinki.

## Expositions internationales
Ses principales expositions :
- Stockholm 1931,
- Tchécoslovaquie 1933,
- Moscou, Union soviétique 1934,
- Riga, Lettonie 1935,
- Allemagne 1936,
- Copenhague, Danemark; Budapest, Hongrie et Vienne, Autriche 1937,
- Londres, Angleterre 1938,
- Copenhague Danemark, 1953.

## Galerie

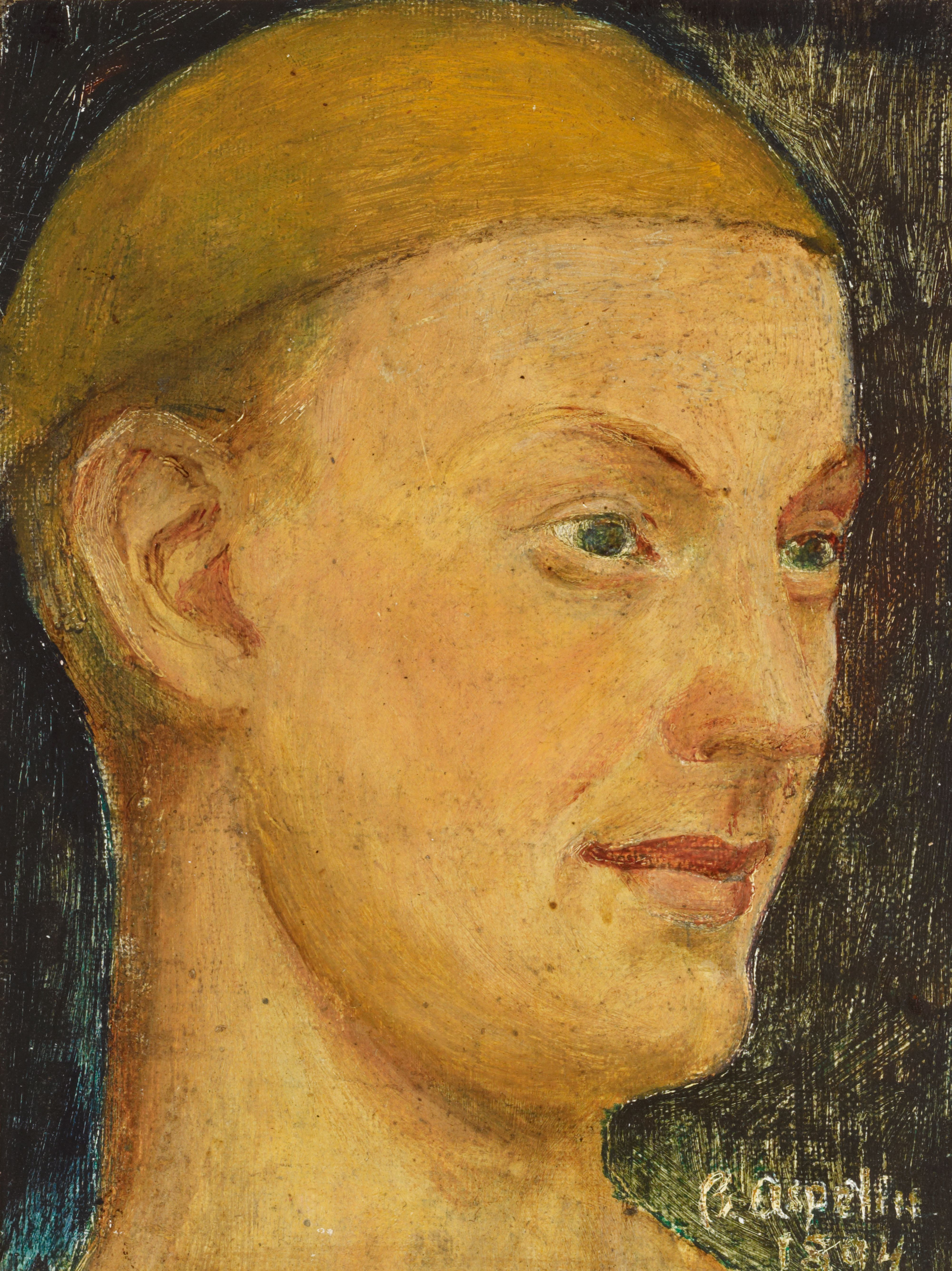
Autoportrait, 1894.
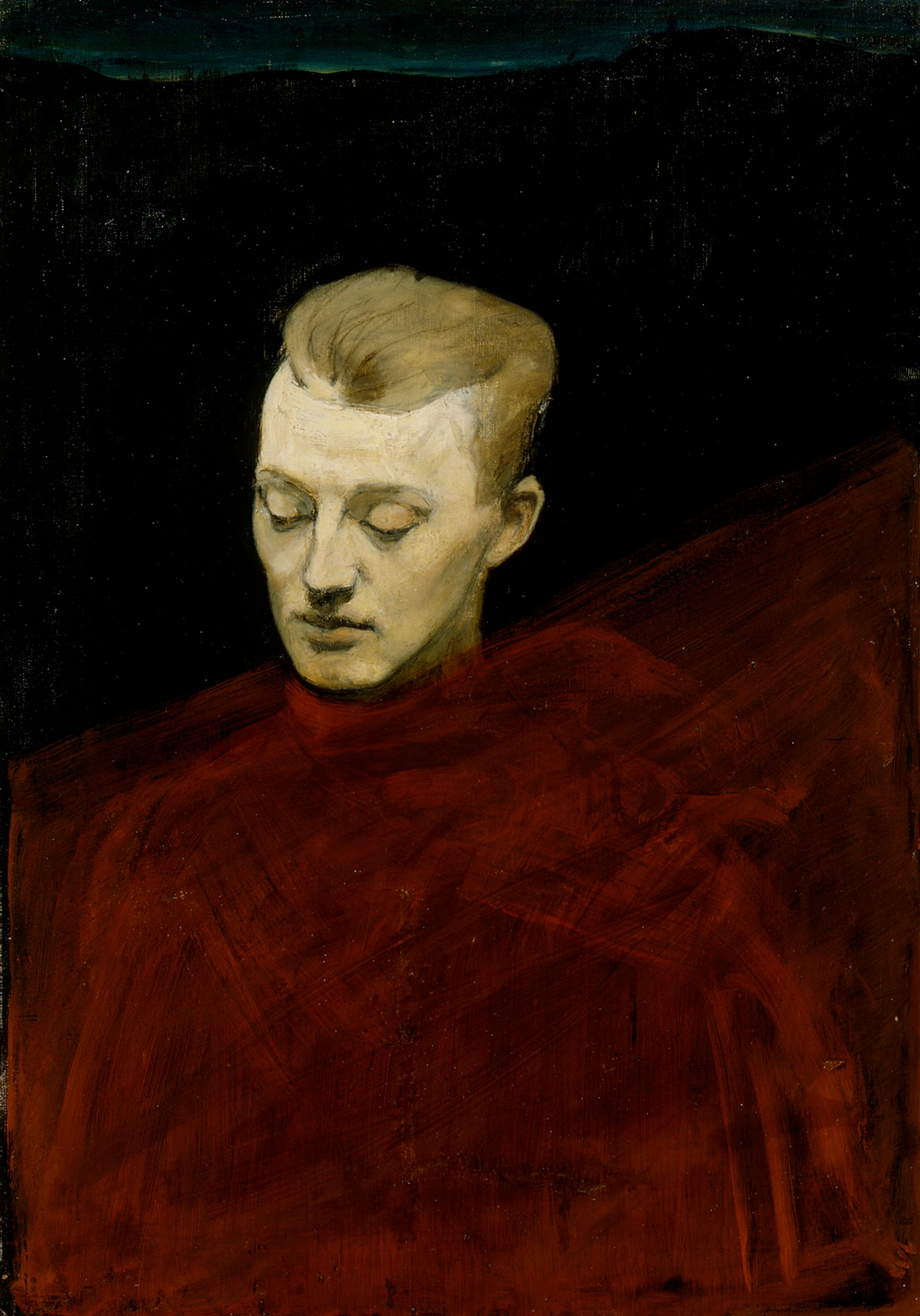
Portait de Bruno Aspelin peint par  Magnus Enckell en 1894.
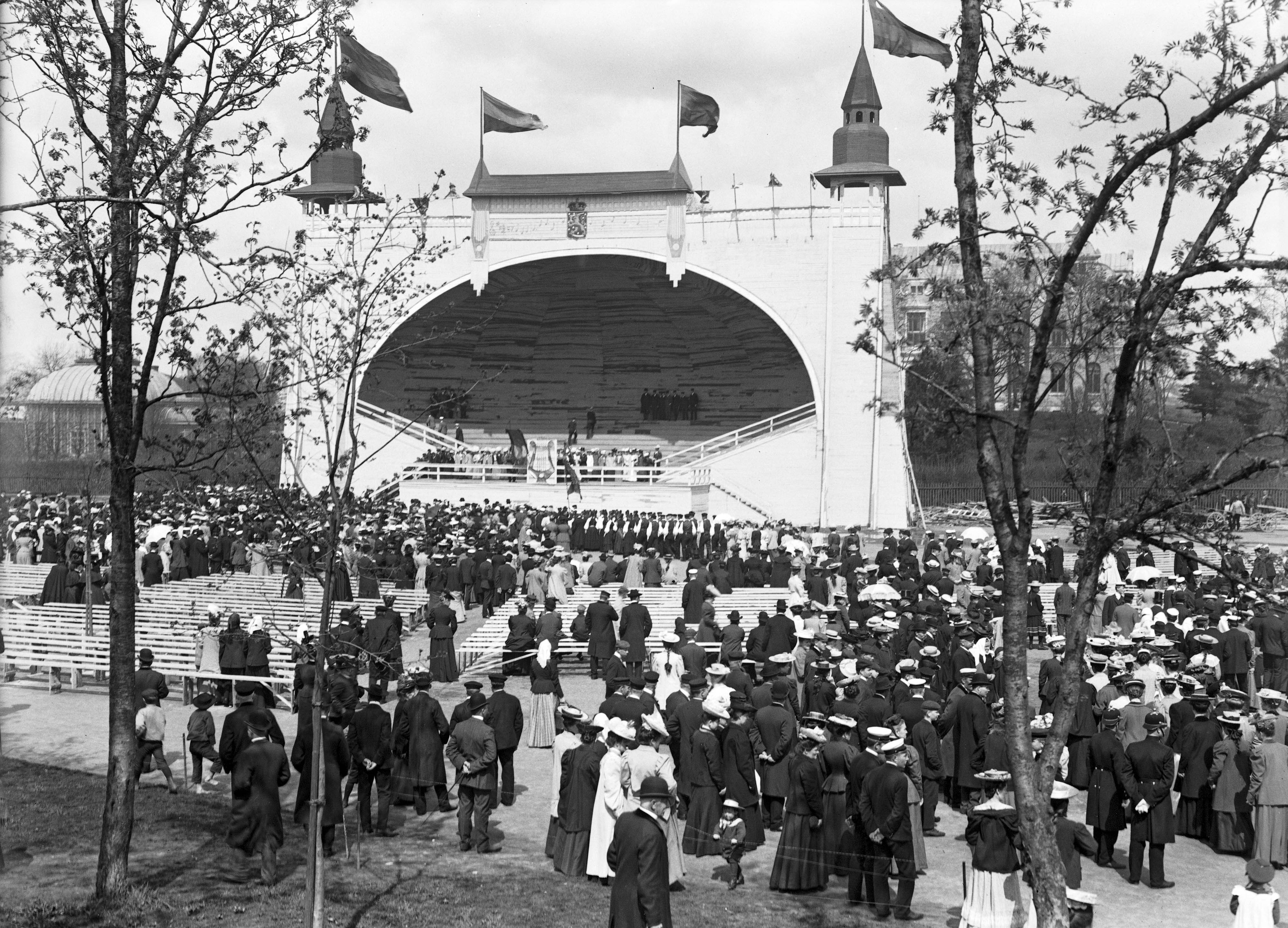
Fête au parc de Kaisaniemi en 1907. La scène a été conçue par Bruno Aspelin.